# Ulisses Miyazawa
Ulisses Daniel Miyazawa é um guitarrista brasileiro. Em 2012, foi eleito pela revista Rolling Stone Brasil um dos 70 Mestres Brasileiros da Guitarra e do Violão, que assim o descreveu: "virtuose paulistano influenciado pelo classic rock e por Eddie Van Halen. Se tornou um dos mais festejados professores de guitarra de São Paulo, tendo participado de inúmeras oficinas e workshops pelo país".

## Discografia

### Com a bandaSymbols
- 1998 - Symbols